# باولا باربرا
باولا باربرا (بالإيطالية: Paola Barbara)‏ هي ممثلة إيطالية، ولدت في 22 يوليو 1912 بروما في إيطاليا، وتوفيت في 2 أكتوبر 1989 بأنغويلارا سابازيا في إيطاليا.

## وصلات خارجية
- باولا باربرا على موقع IMDb (الإنجليزية)
- باولا باربرا على موقع ألو سيني (الفرنسية)
- باولا باربرا على موقع أول موفي (الإنجليزية)
- باولا باربرا على موقع قاعدة بيانات الأفلام السويدية (السويدية)
- باولا باربرا على موقع قاعدة بيانات الفيلم (الإنجليزية)
- باولا باربرا على موقع كينوبويسك (الروسية)